# Cử tạ tại Đại hội Thể thao Đông Nam Á 2019
Môn thi đấu Cử tạ tại Đại hội Thể thao Đông Nam Á 2019 ở Philippines được tổ chức tại Sân vận động Ninoy Aquino tại Manila.

## Thống kê huy chương

### Bảng xếp hạng huy chương
| Hạng               | NOC                | Vàng | Bạc | Đồng | Tổng số |
| ------------------ | ------------------ | ---- | --- | ---- | ------- |
| 1                  | Việt Nam (VIE)     | 4    | 5   | 1    | 10      |
| 2                  | Indonesia (INA)    | 4    | 1   | 5    | 10      |
| 3                  | Philippines (PHI)  | 2    | 3   | 2    | 7       |
| 4                  | Myanmar (MYA)      | 0    | 1   | 0    | 1       |
| 5                  | Malaysia (MAS)     | 0    | 0   | 2    | 2       |
| Tổng số (5 đơn vị) | Tổng số (5 đơn vị) | 10   | 10  | 10   | 30      |

### Nam
| Event | Vàng                              | Vàng | Bạc                        | Bạc | Đồng                             | Đồng |
| ----- | --------------------------------- | ---- | -------------------------- | --- | -------------------------------- | ---- |
| 55 kg | Lại Gia Thành · Việt Nam          | 264  | John Ceniza · Philippines  | 252 | Surahmat Wijoyo · Indonesia      | 250  |
| 61 kg | Eko Yuli Irawan · Indonesia       | 309  | Thạch Kim Tuấn · Việt Nam  | 304 | Aznil Bidin · Malaysia           | 283  |
| 67 kg | Deni · Indonesia                  | 315  | Đinh Xuân Hoàng · Việt Nam | 308 | Nestor Colonia · Philippines     | 287  |
| 73 kg | Rahmat Erwin Abdullah · Indonesia | 322  | Phạm Tuấn Anh · Việt Nam   | 304 | Muhammad Erry Hidayat · Malaysia | 300  |

### Nữ
| Event | Vàng                            | Vàng | Bạc                            | Bạc | Đồng                                    | Đồng |
| ----- | ------------------------------- | ---- | ------------------------------ | --- | --------------------------------------- | ---- |
| 45 kg | Vương Thị Huyền · Việt Nam      | 172  | Lisa Setiawati · Indonesia     | 169 | Mary Flor Diaz · Philippines            | 159  |
| 49 kg | Windy Cantika Aisah · Indonesia | 190  | Pyae Pyae Phyo · Myanmar       | 180 | Ngô Thị Quyên · Việt Nam                | 172  |
| 55 kg | Hidilyn Diaz · Philippines      | 211  | Nguyễn Thị Thúy · Việt Nam     | 197 | Juliana Klarisa · Indonesia             | 175  |
| 59 kg | Hoàng Thị Duyên · Việt Nam      | 210  | Margaret Colonia · Philippines | 187 | Putri Aulia Andriani · Indonesia        | 177  |
| 64 kg | Phạm Thị Hồng Thanh · Việt Nam  | 214  | Elreen Ann Ando · Philippines  | 213 | Bernadicta Babela Mei Study · Indonesia | 186  |
| 71 kg | Kristel Macrohon · Philippines  | 216  | Nguyễn Thị Vân · Việt Nam      | 214 | Tsabitha Alfiah Ramadani · Indonesia    | 203  |